# Corneliu Papură
Corneliu Papură (Craiova, 5 settembre 1973) è un allenatore di calcio ed ex calciatore rumeno, tecnico dell'U Craiova II.
Ha militato in vari club rumeni, con alcune esperienze estere in Francia e Cipro.
In Nazionale ha giocato 12 partite, facendo parte della rosa presente al Campionato mondiale di calcio 1994. Ha anche allenato il CSU Craiova club romeno della sua città natale.

## Palmarès
- Coppa di Romania: 1

Universitatea Craiova: 1992-1993